# Moyenne de Reynolds
 (août 2016).
Si vous disposez d'ouvrages ou d'articles de référence ou si vous connaissez des sites web de qualité traitant du thème abordé ici, merci de compléter l'article en donnant les références utiles à sa vérifiabilité et en les liant à la section « Notes et références ».
Dans le cadre du traitement en mécanique des fluides de la turbulence, l'utilisation de la décomposition de Reynolds appliquée aux solutions de l'équation de Navier-Stokes permet de simplifier le problème en faisant disparaitre les fluctuations de périodes et d'amplitudes courtes. La méthode est connue sous le nom de moyenne de Reynolds ou sous le terme anglais de RANS pour Reynolds-averaged Navier–Stokes, du nom de celui qui l'a développé, Osborne Reynolds.

## L'équation de Navier-Stokes
On rappelle la forme de l'équation de Navier-Stokes dans le cas des fluides incompressibles :
{\displaystyle \rho \partial _{t}u_{i}+\sum _{j}\rho u_{j}\partial _{j}u_{i}=-\rho g_{i}+\sum _{j}\partial _{j}\sigma _{i,j}}
avec les notations
{\displaystyle \partial _{t}=\left({\partial  \over {\partial t}}\right)\,,\;\;\;\partial _{j}=\left({\partial  \over {\partial x_{j}}}\right)}
Cette équation s'écrit sous une forme plus compacte :
{\displaystyle \rho \partial _{t}\mathbf {u} +\rho (\mathbf {u} \cdot \mathbf {\nabla } )\mathbf {u} =-\rho \mathbf {g} +\nabla \cdot {\overline {\overline {\sigma }}}}
où {\displaystyle u_{i}(t,x_{j})} représente la ième composante du champ de vitesses instantanées à l'instant t aux coordonnées {\displaystyle (x_{1},x_{2},x_{3})} dans le fluide, {\displaystyle \partial _{t}u} et {\displaystyle \partial _{i}u} représentent respectivement les dérivations partielles par rapport au temps et par rapport à la ième coordonnée spatiale, {\displaystyle \rho } représente la densité du fluide, ici constante d'après l'hypothèse d'incompressibilité et {\displaystyle {\overline {\overline {\sigma }}}} le tenseur des contraintes défini par ses composantes :
{\displaystyle \sigma _{i,j}=-p\delta _{i,j}+\mu \left(\left({\partial u_{i} \over \partial r_{j}}\right)+\left({\partial u_{j} \over \partial r_{i}}\right)\right)}

où {\displaystyle \delta _{i,j}} est le symbole de Kronecker, qui vaut 1 si i = j et 0 sinon.
g est la densité volumique de la force extérieure appliquée.

## Décomposition de Reynolds
L'utilisation de la décomposition de Reynolds se justifie lorsqu'on a affaire à un phénomène présentant un spectre séparé en deux parties nettement distinctes : une bande de basses fréquences ou de régime quasi-permanent, de contribution moyenne sinon constante, du moins variant peu au cours du temps, nettement séparée d'une bande de régimes transitoires de haute fréquence et de contribution moyenne nulle. Ainsi :
{\displaystyle \mathbf {u} (t,\mathbf {r} )={\overline {\mathbf {u} }}(t,\mathbf {r} )+\mathbf {u'} (t,\mathbf {r} )}
où la barre au-dessus du u signale la moyenne statistique, l'apostrophe sur le u signale le terme d'écart par rapport à cette moyenne.
Cet artifice permet de faire apparaître un problème à variation spatio-temporelle lente, éventuellement de dimension 2 là où le problème turbulent est à variations rapides et généralement de dimension 3.

## Moyenne de Reynolds et équation de Reynolds
La moyenne suit les règles suivantes :
- la moyenne est linéaire, donc
  - {\displaystyle {\overline {\overline {f}}}={\bar {f}}} (la moyenne de la moyenne est la moyenne elle-même)
{\displaystyle {\overline {f+g}}={\bar {f}}+{\bar {g}}} (la moyenne d'une somme est la somme des moyennes)
{\displaystyle {\overline {{\overline {f}}g}}={\bar {f}}{\bar {g}}}
- la moyenne d'un produit est égale au produit des moyennes, augmenté de la moyenne du produit des fluctuations
  - {\displaystyle {\overline {fg}}={\bar {f}}{\bar {g}}+{\overline {f'g'}}}
- la moyenne de la dérivée partielle est la dérivée partielle de la moyenne
  - {\displaystyle {\overline {\frac {\partial f}{\partial s}}}={\frac {\partial {\bar {f}}}{\partial s}}}
- la moyenne d'une fluctuation est nulle (par définition)
  - {\displaystyle {\bar {u^{\prime }}}=0}.

On introduit la notion de fluctuation pour toutes les variables :
{\displaystyle u_{i}={\bar {u_{i}}}+u_{i}^{\prime }\,,\ p={\bar {p}}+p^{\prime }} ,  etc.
En moyennant les équations de Navier-Stokes (ce qui a pour effet de faire disparaitre les termes de fluctuation rapides, qui sont de moyenne nulle), celles-ci deviennent
{\displaystyle {\overline {\frac {\partial u_{i}}{\partial x_{i}}}}={\overline {{\frac {\partial {\bar {u_{i}}}}{\partial x_{i}}}+{\frac {\partial u_{i}^{\prime }}{\partial x_{i}}}}}={\overline {\frac {\partial {\bar {u_{i}}}}{\partial x_{i}}}}+{\overline {\frac {\partial u_{i}^{\prime }}{\partial x_{i}}}}={\frac {\partial {\overline {\overline {u_{i}}}}}{\partial x_{i}}}+{\frac {\partial {\overline {u_{i}^{\prime }}}}{\partial x_{i}}}={\frac {\partial {\overline {\overline {u_{i}}}}}{\partial x_{i}}}={\frac {\partial {\overline {u_{i}}}}{\partial x_{i}}}=0}
{\displaystyle {\frac {\partial {\bar {u_{i}}}}{\partial t}}+{\bar {u_{j}}}{\frac {\partial {\bar {u_{i}}}}{\partial x_{j}}}+{\overline {u_{j}^{\prime }{\frac {\partial u_{i}^{\prime }}{\partial x_{j}}}}}={\bar {g_{i}}}-{\frac {1}{\rho }}{\frac {\partial {\bar {p}}}{\partial x_{i}}}+\nu {\frac {\partial ^{2}{\bar {u_{i}}}}{\partial x_{j}\partial x_{j}}}}
d'où :
{\displaystyle {\frac {\partial {\bar {u_{i}}}}{\partial x_{i}}}=0}
{\displaystyle {\frac {\partial {\bar {u_{i}}}}{\partial t}}+{\frac {\partial {\bar {u_{j}}}{\bar {u_{i}}}}{\partial x_{j}}}={\bar {g_{i}}}-{\frac {1}{\rho }}{\frac {\partial {\bar {p}}}{\partial x_{i}}}+\nu {\frac {\partial ^{2}{\bar {u_{i}}}}{\partial x_{j}\partial x_{j}}}-{\frac {\partial {\overline {u_{i}^{\prime }u_{j}^{\prime }}}}{\partial x_{j}}}}
Le même calcul plus général peut être mené avec le tenseur des contraintes {\displaystyle \sigma _{i,j}} au lieu de la viscosité {\displaystyle \nu }. L'équation de Navier-Stokes devient l'équation de Reynolds :

{\displaystyle \rho \left({\partial {{\overline {u}}_{i}} \over \partial t}+\sum _{j}{\overline {u}}_{j}\left({\partial {\overline {u}}_{i} \over \partial x_{j}}\right)\right)=\rho {\overline {g}}_{i}+\sum _{j}\left({\partial  \over \partial x_{j}}\right)({\sigma _{i,j}-\rho {\overline {u'_{i}u'_{j}}}})} 

ce qui peut encore s'écrire :
{\displaystyle \rho ({\partial _{t}}+(\mathbf {\overline {u}} \cdot \nabla ))({\mathbf {\overline {u}} })=\rho {\overline {\mathbf {g} }}+\nabla _{j}.(\mathbf {\overline {\overline {\sigma }}} -\rho {\overline {\mathbf {u'\otimes u'} }})_{i,j}} 

Il reste donc un terme fonction des fluctuations rapides, mais seulement par le truchement de leur variance, c’est-à-dire de la moyenne de leur carré, qui en fait donc un terme sinon constant du moins variant peu. Le terme
{\displaystyle (\rho {\overline {\mathbf {u'\otimes u'} }})_{i,j}} est appelé tenseur de Reynolds.

## Tenseur de Reynolds
- La demi-trace du tenseur de Reynolds s'identifie de façon évidente avec la densité de l'énergie cinétique turbulente moyenne.
- La partie non diagonale du tenseur de Reynolds peut être interprétée comme un terme de viscosité supplémentaire s'appliquant à l'écoulement moyen en s'ajoutant à la viscosité cinématique ν et baptisée viscosité turbulente.
- Le tenseur de Reynolds obéit à une équation de transport, qui fait apparaître elle-même un terme de corrélations triples  {\displaystyle {\overline {u_{i}u_{j}u_{k}}}}